# Пондал, Эдуардо
Эдуа́рдо Мари́я Гонса́лес-Понда́л Абе́нте (галис. Eduardo María González-Pondal Abente, Эдуа́рдо Мари́я Гонса́лес-Понда́ль и Абе́нте исп. Eduardo María González-Pondal y Abente; 8 февраля 1835, Понтесесо, Галисия — 8 марта 1917, Корунья, Галисия) — один из наиболее популярных поэтов Галисии периода возрождения галисийского языка и литературы (галис. Rexurdimento) 2-й половины XIX века. Входит в триаду лучших поэтов галисийского возрождения после Росалии де Кастро и Мануэла Курроса Энрикеса. Относится к двуязычным поэтам-регионалистам, писавших на кастильском и галисийском языках. Врач, журналист.
Участник первых галисийских Цветочных игр (1861). Известен под прозвищем «бард из Бергантиньос» („o bardo de Bergantiños“). Автор текста гимна Галисии Os pinos («Сосны»). Один из основателей Королевской галисийской академии (1906).
День галисийской литературы 1965 года отмечался в честь Эдуардо Пондала.

## Биография
Происходил из аристократической семьи фидалго. Семья разбогатела в американской эмиграции, по возвращении в Галисию её члены занимали высокие должности в политической и экономической сферах комарки Бергантиньос. В семье был самым младшим из детей. Отец, Хуан Гонсалес Пондал (Juan González Pondal, также Шан галис. Xan González Pondal Frois), был коммерсантом. Мать, А́нжела Абенте Чанс (исп. Ángela Abente Chans, галис. Anxos Fernanda Abente Chans, также А́ншела галис. Ánxela), умерла, когда сыну не было и года. Под своими сочинениями поэт подписывался как Эдуардо Пондал, и эта форма стала общеупотребительной.
С 1844 года изучал латынь, в 1848 году переехал в Сантьяго-де-Компостела, где начал изучать философию древнегреческий язык и позднее медицину в Университете Сантьяго-де-Компостела. В 1854 году получил степень бакалавра философии. В Сантьяго познакомился с Росалией де Кастро, её супругом Мануэлом Мурги́ей и Родригесом Сеоане (Rodríguez Seoane), с которыми обсуждал вопросы культуры. В 1856 году стал известен как поэт после прочтения на встрече студенческого братства написанной на испанском языке поэмы Brindis. После окончания медицинского факультета в 1860 году служил военврачом флота Испании в Ферроле. В 1864 году бросил медицинскую практику и перешёл к поэтическому творчеству.
Жил в родном городе, в Корунье и Сантьяго. Принимал участие в основании Королевской галисийской академии, но не участвовал в её деятельности. Меланхолия и депрессия стали причиной невроза и психического расстройства в 1903 году, которое повторно испытывал между 1905 и 1908 годами. В 1910 году удостоен звания почётного академика Академии испанской поэзии в Мадриде.
Умер в Корунье в 1917 году.

## Творчество

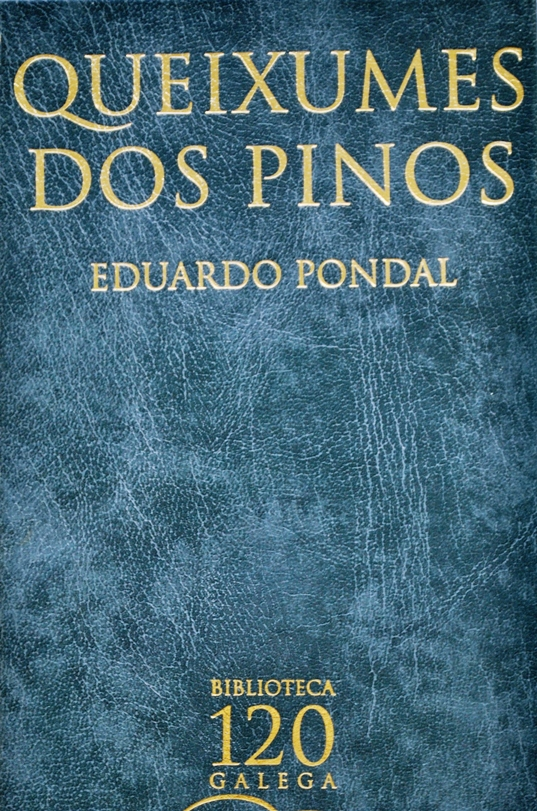
Современное издание Queixumes dos pinos в серии «Галисийская библиотека»

Согласно общепринятому мнению, Эдуардо Пондал принадлежит к триаде лучших поэтов галисийского возрождения после Росалии де Кастро и Мануэла Курроса Энрикеса. Однако галисийский литературовед Рикардо Карбальо Калеро (Ricardo Carballo Calero) ставит на третье место Валентина Ламаса Карвахала.
Первое патриотическое стихотворение поэта на галисийском языке A campana de Anllóns о сражении в его родных местах на реке Анльонс в комарке Бергантиньос было опубликовано в 1857 году. После участия в первых галисийских Цветочных играх 1861 года в Корунье это сочинение повторно вышло в коллективном сборнике представленной на конкурсе поэзии.

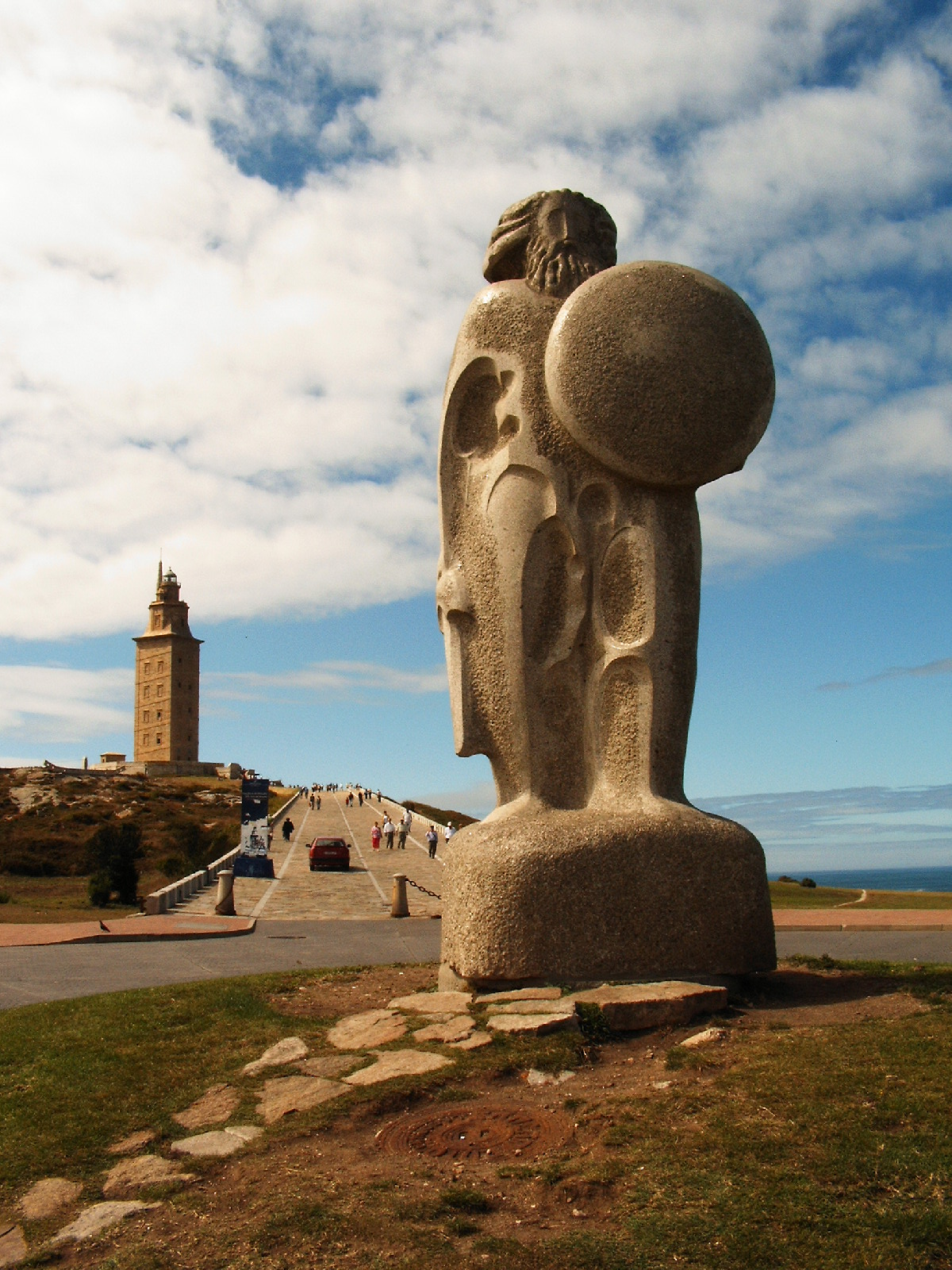
Статуя Бреогана в Корунье

Э. Пондал был связан с регионалистами и дружил с их идеологом М. Мургией, который ознакомил Э. Пондала с «поэмами» легендарного кельтского барда Оссиана в «переводах» Джеймса Макферсона (1867). Составляя первый том пятитомной «Истории Галисии», Мургия использовал французские источники и переводы ирландских текстов на английском языке о Бреогане, которые показывал Пондалу. Именно от Мургии Пондал узнал о легендарном вожде кельтов. С того времени Пондал взял на себя роль галисийского «барда» как наследника кельтских традиций, указывая путь к свободе галисийской нации; воспевал красоты комарки Бергантиньос и получил прозвище «бард из Бергантиньос» („o bardo de Bergantiños“). В Корунье вошёл в объединение галисийских писателей-регионалистов Cova Céltica («Кельтская пещера»), позднее послужившим основой для создания Королевской галисийской академии. В группе Cova Céltica Пондал стал бардом, а Мургия патриархом, но даже столь различные характеры и независимые личности смогли приходить к согласию.
В 1877 году вышла двуязычная антология Rumores de los pinos («Шёпот сосен»), содержавшая 21 стихотворение на кастильском и галисийском языках. При подготовке публикации следующего сборника поэзии Queixumes dos pinos («Жалобы сосен», 1886) Пондал переработал некоторые сочинения, другие перевёл с кастильского на галисийский, также оставил стихи на кастильском языке. В этих сборниках часто используются сочетания «высокие сосны», «шепчущие сосны», символизирующие галисийский народ. В стихах упоминается воинственный и свободолюбивый легендарный вождь кельтов Бреоган, сыновьями которого являются галисийцы (fillos de Breogán, gente de Breogán, Raza de Breogán). Квинтэссенция идей этих двух сборников выражена в поэме Os pinos («Сосны», 1890), первые четыре строфы которой стали текстом галисийского гимна.
После 1895 года слава о галисийском барде распространилась не только в различных уголках Испании, но также в Португалии и Франции. На протяжении долгих лет работал над эпической поэмой Os Eoas об открытии Америки, но смог издать только некоторые её части в 1857 году. В опубликованной посмертно поэме (1992) ощущается влияние творчества Данте, Ариосто, Тассо, и Камоэнса. Пондал был официальным поэтом литературного течения писателей-регионалистов, всё его творчество было направлено на возрождение литературного галисийского языка и культуры галисийского народа. Поэт искал идентичность галисийцев в славном прошлом древних греков и кельтов.
В некоторых источниках творчество Пондала подразделяется на два этапа: 1854—1868 годы относятся ко второму поколению писателей-провинциалистов при преобладающем воздействием Байрона, следующий этап рассматривается в русле регионализма. Второй этап характеризуется поиском национальной идентичности при влиянии кельтских мотивов, когда поэт стал считать себя бардом.

## Публикации
- Pondal E. A campana d’ Anllóns : El Canto de un Brigante // Álbum de la Caridad : Juegos Florales de La Coruña en 1861, seguido de un mosaico poético de nuestros vates gallegos contempornáneos :  [исп.] / Pondal, Eduardo / edición costeada por José Pascual López Cortón, á cuyas expensas se celebraron dichos Juegos Florales. — Coruña : Imp. del Hospicio Provincial, a cargo de D. Mariano M. y Sancho, 1862. — P. 139—140. — LV, 482 p. (галис.)

Прижизненные антологии
- A fada dos montes. Santiago de Compostela: Tip. Manuel Mirás e Álvarez, 1872.
- Rumores de los pinos: poesías. Santiago de Compostela: Tip. Manuel Mirás e Alvarez, 1877.
- Queixumes dos pinos. A Coruña: Latorre y Martínez, 1886.
- A campana d'Anllóns. A Coruña: Imp. Carré Aldao, 1895.
- O Dolmen de Dombate. A Coruña: Imp. Carré Aldao, 1895.

Переводы на русский язык
- Пондаль Э. [Стихи] // Между двумя безмолвиями : Галисийская поэзия XIX — первой трети XX века / Пондаль, Эдуардо / пер. с галис. яз.; сост. Е. Голубевой, Е. Зерновой; отв. ред. Е. Зернова; предисл. Б. Лосада; подгот. текстов, послесл., справки об авт. и коммент. Е. Голубевой. — 1-е. — СПб. : Центр галисийских исследований СПбГУ, 1996. — С. 62—83. — 240 с. — (Антология галисийской литературы ; т. 2). — ISBN 5-88407-001-X.